# Telioneura germana
Telioneura germana är en fjärilsart som beskrevs av Rothschild 1911. Telioneura germana ingår i släktet Telioneura och familjen björnspinnare. Inga underarter finns listade i Catalogue of Life.